# Grand Prix SAR La Princesse Lalla Meryem 2019
Grand Prix SAR La Princesse Lalla Meryem 2019 — жіночий професійний тенісний турнір, що проходив на кортах з ґрунтовим покриттям у Рабаті (Марокко). Відбувсь удев'ятнадцяте. Належав до серії International в рамках Туру WTA 2019. Тривав з 29 квітня до 4 травня 2019 року.

## Очки і призові
| Дисципліна              | П   | Ф   | ПФ  | ЧФ | 1/8 | 1/16 | Q   | Q3  | Q2  | Q1  |
| Жінки, одиночний розряд | 280 | 180 | 110 | 60 | 30  | 1    | 18  | 14  | 10  | 1   |
| Жінки, парний розряд    | 280 | 180 | 110 | 60 | 1   | Н/Д  | Н/Д | Н/Д | Н/Д | Н/Д |

### Розподіл призових грошей
| Дисципліна              | П       | F       | ПФ      | ЧФ     | 1/8    | 1/16   | Q3     | Q2   | Q1   |
| Жінки, одиночний розряд | $43,000 | $21,400 | $11,300 | $5,900 | $3,310 | $1,925 | $1,005 | $730 | $530 |
| Жінки, парний розряд    | $12,300 | $6,400  | $3,435  | $1,820 | $960   | Н/Д    | Н/Д    | Н/Д  | Н/Д  |

## Учасниці основної сітки в одиночному розряді

### Сіяні учасниці
| Країна            | Гравчиня           | Рейтинг1 | Сіяна |
| ----------------- | ------------------ | -------- | ----- |
| Бельгія           | Елісе Мертенс      | 18       | 1     |
| Китайський Тайбей | Сє Шувей           | 24       | 2     |
| Казахстан         | Юлія Путінцева     | 38       | 3     |
| Австралія         | Айла Томлянович    | 39       | 4     |
| Хорватія          | Петра Мартич       | 40       | 5     |
| Греція            | Марія Саккарі      | 43       | 6     |
| Велика Британія   | Джоанна Конта      | 45       | 7     |
| Бельгія           | Алісон ван Ейтванк | 51       | 8     |

- Рейтинг подано станом на 22 квітня 2019.

### Інші учасниці
Учасниці, що отримали вайлд-кард на участь в основній сітці:
- Тімеа Бачинскі
- Елісе Мертенс
- Ізабелла Шинікова

Нижче наведено гравчинь, які пробились в основну сітку через стадію кваліфікації:
- Їсалін Бонавентюре
- Ольга Данилович
- Фіона Ферро
- Варвара Лепченко

Як щасливий лузер в основну сітку потрапили такі гравчині:
- Ірина Бара

### Відмовились від участі
- Унс Джабір → її замінила  Магда Лінетт
- Вероніка Кудерметова → її замінила  Ана Богдан
- Петра Мартич → її замінила  Ірина Бара
- Чжен Сайсай → її замінила  Івана Йорович

## Учасниці основної сітки в парному розряді

### Сіяні
| Країна    | Гравчиня                   | Країна    | Гравчиня            | Рейтинг1 | Сіяна |
| --------- | -------------------------- | --------- | ------------------- | -------- | ----- |
| Іспанія   | Марія Хосе Мартінес Санчес | Іспанія   | Сара Соррібес Тормо | 97       | 1     |
| Росія     | Олександра Панова          | Росія     | Віра Звонарьова     | 117      | 2     |
| Австралія | Монік Адамчак              | Австралія | Джессіка Мур        | 119      | 3     |
| Чилі      | Алекса Гуарачі             | США       | Сабріна Сантамарія  | 148      | 4     |

- 1 Рейтинг подано станом на 22 квітня 2019.

### Інші учасниці
Пари, що отримали вайлд-кард на участь в основній сітці:
- Ана Богдан /  Ізабелла Шинікова
- Sada Nahimana /  Ліна Костал

### Знялись з турніру
Під час турніру
- Ольга Данилович (травма правого коліна)

## Переможниці та фіналістки

### Одиночний розряд
- Марія Саккарі —  Джоанна Конта, 2–6, 6–4, 6–1

### Парний розряд
- Марія Хосе Мартінес Санчес /  Сара Соррібес Тормо —  Георгіна Гарсія Перес /  Оксана Калашникова, 7–5, 6–1